# Čas (filozofie)
Čas patří mezi ty základní a samozřejmé pojmy, s nimiž denně zacházíme, neumíme však říci, co to je. „Když se mne nikdo neptá, vím [co je čas]; kdybych to chtěl tázajícímu vysvětlit, nevím.“ Čas je zřejmě mnohoznačný pojem, jehož různé stránky nicméně spolu souvisejí a je úlohou filosofie, aby se tomu pokusila porozumět.

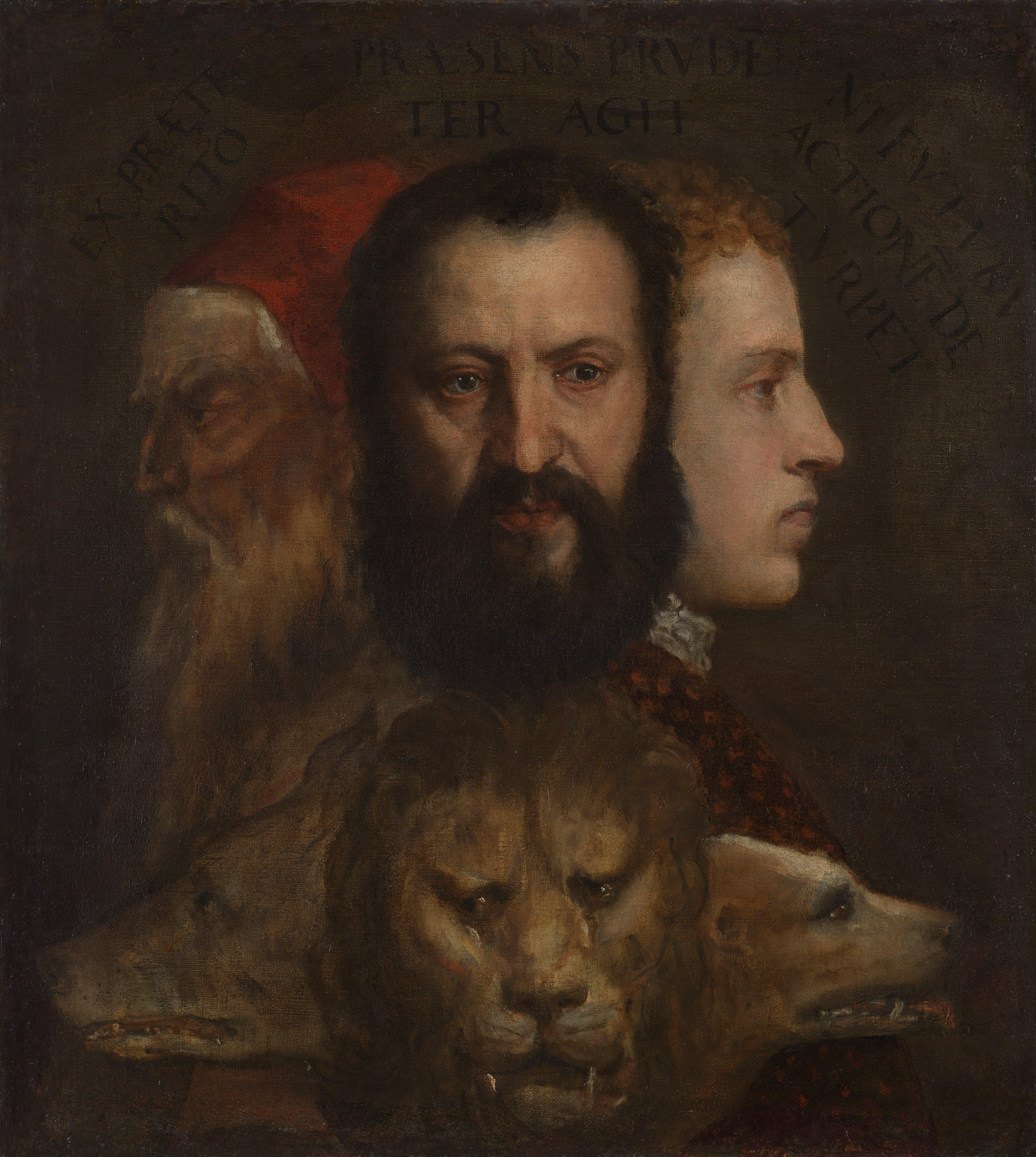
Tizian, Alegorie času. Tmavá tvář starce vlevo, minulost, se obrací dozadu, mladík vpravo hledí do budoucnosti, ke světlu, kdežto dospělý muž se dívá pozorovateli do očí

## Filosofický problém času
V běžném životě se obvykle neptáme, ale podíváme se na hodinky: čas je pro nás něco, co se počítá a měří. Toto dnes nejběžnější pojetí pochází od Aristotela: „Čas je počítaný pohyb vzhledem k „před“ a „po“.“ Pohybem se zde rozumí pravidelné střídání dne a noci, léta a zimy, zdánlivý pohyb Slunce po obloze, a čas je tu – stejně jako pro nás – nejspíše číslo, počet.
Nicméně i v běžném životě mluvíme o čase i v úplně jiném významu: věta „Nemám čas“ neznamená, že nevím, kolik je hodin. Říká spíše to, že se mi něco nevejde do mého rozvrhu, do diáře. „Čas jsou peníze“ neznamená, že by z hodin padaly peníze, ale to, že s časem mám dobře hospodařit, šetřit; můj čas, čas mého života, je totiž omezený a má pro mne nenahraditelnou cenu. „Čas je to, z čeho je život udělán“ (Time is the stuff life is made of), říká americké úsloví. Čas tedy není jen něco, co probíhá někde mimo mne, ale co také vnímám a prožívám – můj čas. „Čas je život duše v pohybu, která přechází z jednoho životního stavu do jiného“, říká jiný řecký filosof, Plótinos.

## Dvojí pohled na čas
Dvojí pohled na čas je dobře vidět na časových grafech. Parabola, znázorňující závislost polohy vrženého tělesa na čase, je vždy a všude stejná. Víme ji předem a na časové ose grafu není třeba vyznačovat, kde se právě teď nacházíme. Naproti tomu graf, znázorňující třeba směnný kurz koruny a eura, se rozpadá na dvě velmi odlišné části: vlevo bude minulost, kterou víme, vpravo extrapolace do budoucnosti, kterou můžeme jen odhadovat. Proto bude tato část grafu obvykle nakreslena přerušovanou čarou. A mezi těmito dvěma částmi je „přítomný bod“, místo, kde se právě teď nacházíme.
Právě tak vyjadřuje naše chápání času gramatický čas: minulý, přítomný a budoucí. Vědec, který pracuje s pohyby přísně zákonitými, může toto strukturu zanedbat a místo skutečného průběhu nakreslit jeho zákonitost – třeba parabolu vrženého tělesa. Jenže většina pohybů a procesů, mezi nimiž žijeme, zákonitá není, jako třeba vývoj směnného kurzu. A zde je mezi minulým, přítomným a budoucím zásadní rozdíl. To, co už proběhlo, můžeme přesně vědět, nemůžeme to však již změnit. Jednat můžeme jen v přítomnosti, kdežto budoucí ještě není a můžeme se na ně jen chystat a odhadovat, co asi přijde. Také Albert Einstein ke konci života přemýšlel o „času bez přítomnosti“, jak s ním pracuje fyzika, a „času s přítomností“, v němž sami žijeme.

## Čas, paměť a vědomí
Je-li čas „počítaný pohyb“, musí tu být i někdo (nebo něco), kdo pohyby počítá; podle Aristotela je to duše, svatý Augustin připisuje tuto funkci paměti. I obyčejné hodinky „počítají“ pohyby setrvačky nebo oscilátoru tak, že si pamatují: to je funkce ručiček na ciferníku nebo elektronické paměti. I náš vnímaný a prožívaný čas je založen na tom, že si pamatujeme, co bylo, co trvá a co se mění. Teprve paměť vytváří souvislost času a dovoluje srovnávat; ostatně pohyb ani trvání nemůžeme nikdy „vidět“ v přítomném okamžiku, stejně jako je nemůže zachytit momentka. Augustin proto na jiném místě říká, že čas je nějaké rozpětí, nejspíš duše samé.
Pro Johna Locka se čas zakládá na ideji trvání, dané právě pohybem a střídáním, proudem myšlenek v naší mysli (the train of ideas). Isaac Newton rozlišil „relativní, zdánlivý a obecný čas“ běžného života od „absolutního času“ jako pevně dané a na obsahu nezávislé souřadnici Vesmíru, tak jak jej nahlíží sám Bůh (sensorium Dei). Na to navázal Henri Bergson rozlišením mezi časem jako měřitelnou veličinou, danou zvenčí a nezávisle na obsahu, a trváním, totiž prožitkem plynutí, uplývání a stálosti, který je určován svým obsahem, tím, co se „v čase“ děje. Pro Bergsona je ovšem trvání tou základní životní intuicí, kdežto představa absolutního a měřitelného času je abstrakce, odvozená od představy prostoru čili „zprostorovělý čas“ vědy.

## Vědomí času
Proti empiristickým představám, že všechna zkušenost pochází ze smyslových vjemů, namítl Immanuel Kant, že naopak každá zkušenost a každé poznání už představu času předpokládá a vyžaduje. Nejenže se každá smyslová zkušenost odehrává v čase, ale dokonce ani logické soudy se bez něho neobejdou; tak zákon vyloučeného třetího říká, že nemůže současně platit A i non-A. Čas je tedy apriorní podmínkou každého poznání.
Na tento náhled navázal Edmund Husserl podrobnou analýzou našeho časového vědomí. Toto vědomí je vždycky a zásadně přítomné (dokonce přítomnost samo určuje), a jen v přítomnosti můžeme poznávat a jednat. Tato přítomnost ale nemůže být bezrozměrná, bodová, neboť každé vnímání i jednání nějakou dobu trvá. Řeč, kterou poslouchám, není nikdy přítomná „teď“, nýbrž plyne hláska za hláskou a slovo za slovem a mluvčí i posluchač musí podržovat jako přítomné i to, co už odeznělo, a naopak vždy už očekává, co bude následovat. Tento výkon přítomnosti přitom nelze ztotožnit s pamětí, kde se minulé obsahy musí vyvolávat zvláštním aktem, kdežto uplynulá souvislost přítomného je k dispozici přímo jako “retinovaná“ čili podržená. Podobně při poslechu hudby nebo sledování příběhu posluchač stále protencí předjímá, co přijde; jinak totiž nelze vysvětlit fenomén překvapení: kdybych nic neočekával, nemohl bych být ani překvapen.
Sama přítomnost tedy není bezrozměrný bod na časové ose, nýbrž složitá struktura „přítomné minulosti, přítomnosti a přítomné budoucnosti“ (Augustin), či „rozlehlé přítomnosti“ amerického psychologa Williama Jamese, která nám vůbec umožňuje vnímat, rozumět i jednat. Z této základní ideje přítomnosti pak vyrůstá i pochopení minulosti a budoucnosti, což ostatně prokázaly i Piagetovy psychologické pokusy s dětmi. Jak se lidské vědomí času rozšiřuje oběma směry, naráží na hranice individuálního života, zejména na jeho omezenost čili smrtelnost. Čas života je člověku vyměřen a člověk to také ví, proto má pro něho čas takovou cenu. Dalším rozšířením vědomí času vzniká místo pro představu dějin, případně věčnosti.
| „            | Mít vědomí znamená právě mít čas. | “ |
| — E. Lévinas |                                   |   |

## Čas jako pobyt
Náš vědomý život, existence čili Heideggerův pobyt se tedy nejen „odehrává v čase“, ale sám je v jistém smyslu tvořením času čili „časováním“. To vždycky vychází z přítomnosti a vzdálenější časové údaje vztahuje právě vůči ní: něco bylo včera, vloni nebo před deseti lety, bude za chvíli nebo zítra. Zde tedy ještě žádná „absolutní“ časová osa ani škála není potřeba. Ta může vzniknout až na základě této základní „časovosti“, a to především pro potřeby společenských dohod: potřebujeme se domluvit, kdy se sejdeme, do kdy něco uděláme. Teprve zde vzniká potřeba společného časového měřítka, „lineárního času“, jemuž proto Heidegger říká „zveřejněný“. Jenom ten se pak dá také měřit a vyjadřovat číslem.
Čas sám tedy není jen nějaká vnější souřadnice života, číslo, nýbrž je to sama látka našeho života od narození do smrti. Člověk nežije v čase, nýbrž sám si svůj život „časuje“, sám tímto časováním je. Každý přitom „ví“, že jeho čas je omezený a nějak vyměřený, a jedná podle toho: snaží se čas svého života prodloužit, odsouvá chvíli smrti, přesto ale ví, že jí neujde. Proto musí své činnosti odpovědně rozvrhovat a plánovat, zvažovat, na které „má čas“ a na které nemá, které se mu do rozvrhu jeho života nevejdou. Protože je vybaven schopností paměti, měl by si být vědom, že se své minulosti nikdy úplně nezbaví, nýbrž že za své činy nese trvalou odpovědnost. Tuto skutečnost mu připomíná fenomén svědomí, jež mu čas od času připomíná jeho „možnost být vcelku“ (Heidegger), a tedy i nárok, aby se jeho život stal celkem, za nímž by si člověk mohl stát.

## Čas a rytmy
Na čas se lze tedy dívat buď z hlediska základní lidské zkušenosti s přítomností, minulostí a budoucností, anebo jako na vnější, objektivní škálu, vůči níž se všechny průběhy měří. Pokud však jazyk pro obojí užívá totéž slovo, mělo by tu být i něco, co je jim společné. Husserlův rozbor časového vědomí přehlíží, že ani toto vědomí neplyne úplně hladce, nýbrž je už v bezprostřední zkušenosti frázováno, artikulováno například rytmy našeho těla. Rytmus srdce sice obvykle nevnímáme, velmi zajímavě se však promítá do vnímání hudebních rytmů, stejně jako rytmy dechu, chůze nebo řeči. Tyto více méně pravidelné pohyby člověk sice nepočítá, nicméně mu neustále připomínají, že „čas plyne“. Časové vědomí tedy patrně nevzniká až pozorováním a počítáním vnějších pohybů Slunce, jak se domníval Aristotelés, na druhé straně ale není ani založeno na střídání myšlenek, jak soudil Locke.
V samém základu lidské časovosti je tedy patrně fakt rytmičnosti našeho těla, který také poznamenává například naše hodnocení rychlého a pomalého. Časové vědomí není vědomím hladkého plynutí, nýbrž plynutí jaksi zrnitého, artikulovaného našimi vlastními a spíše mimovolnými rytmy. Z této tělesné rytmičnosti živého těla se pak odvíjejí i rytmy hudební a básnické, na nichž už Augustin demonstroval vnímání času. Nasvědčuje tomu i fakt, že intenzivní rytmus dokáže člověka z běžného plynutí času jaksi „vytrhnout“ a vyvolat i jakousi extázi, jak to právě dnešní mládež znovu objevuje.

## Čas cyklický a lineární
Rumunský religionista Mircea Eliade připomněl, že archaické společnosti nevnímaly čas jako přímé, lineární plynutí, nýbrž jako cyklický návrat téhož, jak to vyjadřují mýty. Vzorem cyklického času jim byla pravidelná každoroční obnova přírody, kterou chápaly jako model i pro lidské společnosti: jako je příroda na jaře nová a svěží, snažily se, aby se i společnost každoročně obnovovala a zbavovala nánosu všeho špatného, co se v ní za rok nahromadilo. K tomu sloužily novoroční očistné rituály.
O zásadní změnu, přechod k lineárnímu chápání času jako dění a dějin, ať už se chápou jako pokrok anebo jako úpadek, se přičinily dvě věci. Předně začaly v pokročilejších, zejména městských společnostech převažovat lidské události a činy nad přírodou, a tedy lineární zkušenost dějin a individuálního života od narození k smrti nad cyklickým opakováním přírody. V náboženském myšlení starého Izraele se za druhé objevuje myšlenka, že lidské společnosti se nemusí obnovovat a vracet do „zlatého věku“ kdesi na počátku, ale mohou se těšit na velkou budoucnost, kterou Izraeli slíbil Hospodin.

## Filosofové o čase
- Čas je počítaný pohyb vzhledem k „před“ a „po“. Aristotelés
- Čas je život duše v pohybu. Plótinos.
- Čas tedy není nic jiného než rozpětí; čeho však nevím, leda snad duše samé. svatý Augustin
- Čas je plynutí samého nyní. Tomáš Akvinský.
- Čas není empirický pojem, který by se dal odvodit z nějaké zkušenosti. (…) Čas je nezbytná představa, jež tvoří základ všech možných náhledů. Immanuel Kant.
- Čas je účinná možnost navazování souvislostí. F. W. J. Schelling,
- Čas je jednotná funkce očekávání, zpozorování a zadržování jsoucna. Jan Patočka
- Mít vědomí znamená právě mít čas. Emmanuel Lévinas
- Čas je to, co nám chybí,když se příliš mnoho děje. Manfred Eigen